# Lewis River (Snake River)
Der Lewis River ist ein etwa 32 km langer, rechter Nebenfluss des Snake River im Nordwesten des US-Bundesstaates Wyoming. Benannt wurde der Fluss nach Meriwether Lewis, einem Entdecker und Leiter der Lewis-und-Clark-Expedition. Der Fluss ist als National Wild and Scenic River ausgewiesen und fließt auf seiner gesamten Länge durch den Yellowstone-Nationalpark.

## Verlauf
Der Lewis River bildet den Abfluss des Shoshone Lake in den Cement Hills im nördlichen Teton County auf einer Höhe von etwa 2930 m. Von dort fließt er als Lewis River Channel in südöstliche Richtung und erreicht nach nur 5 km den Lewis Lake, den er in Nord-Süd-Richtung durchfließt. Flussabwärts des Sees fällt der Lewis River über die rund 9 m hohen Lewis Falls hinab und verläuft im weiteren Verlauf parallel zum U.S. Highway 89/191/287 durch den Lewis Canyon in südliche Richtung. Dabei trennt der Fluss das Pitchstone Plateau im Westen von den Red Mountains mit dem Mount Sheridan im Osten. Zudem erhält er hier mit Aster Creek und Crawfish Creek seine größten Zuflüsse. Nach rund 32 km mündet der Lewis River unweit des South Entrance an der Südgrenze des Yellowstone-Nationalparks auf einer Höhe von 2098 m in den hier nach Süden fließenden Snake River, der durch den John D. Rockefeller, Jr. Memorial Parkway in den Grand-Teton-Nationalpark fließt. Der Lewis River Channel Trail folgt dem Fluss an dessen Oberlauf; zudem wird der Lewis River an seinem Ursprung vom Continental Divide Trail überquert.

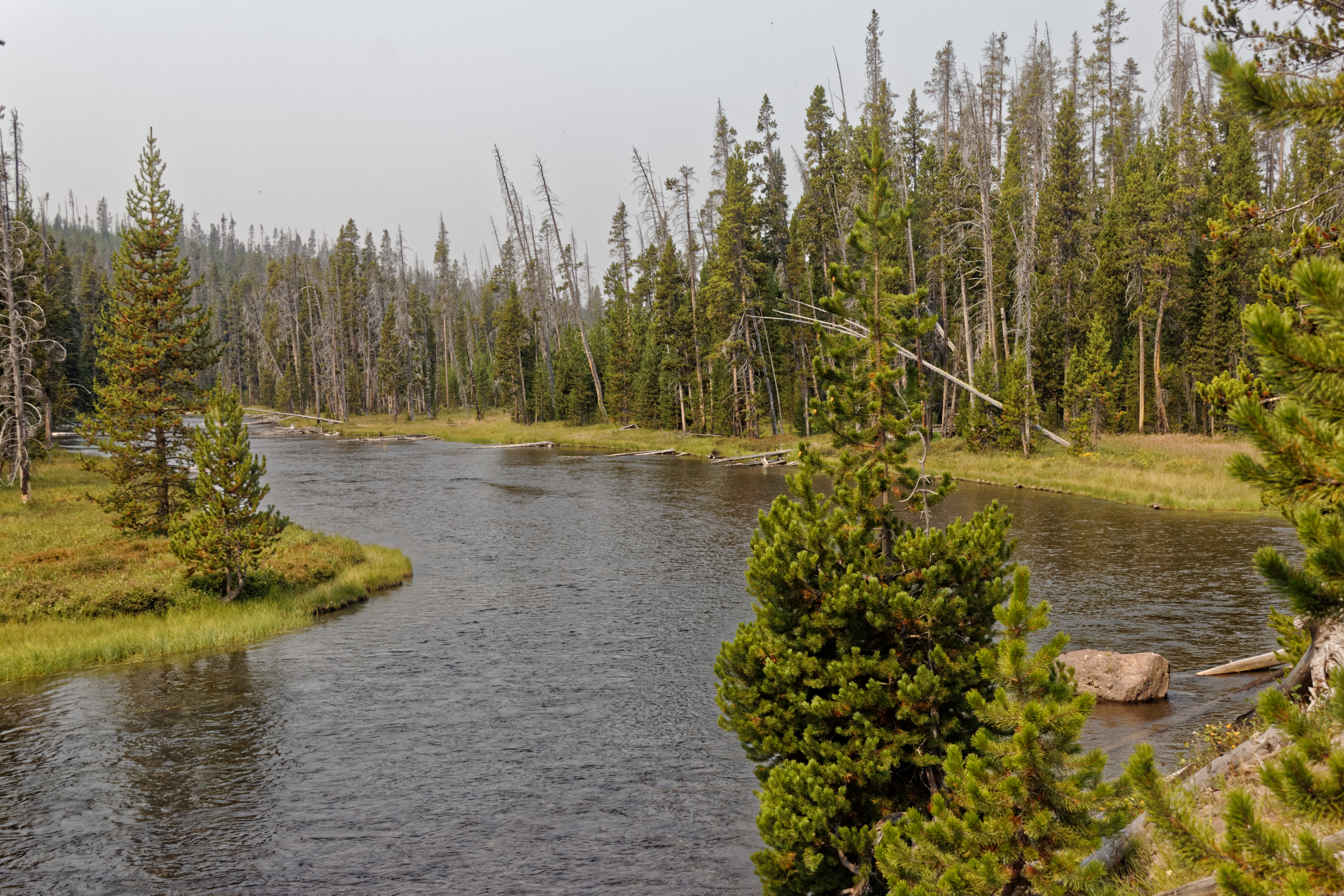
Der Fluss unterhalb des Shoshone Lake
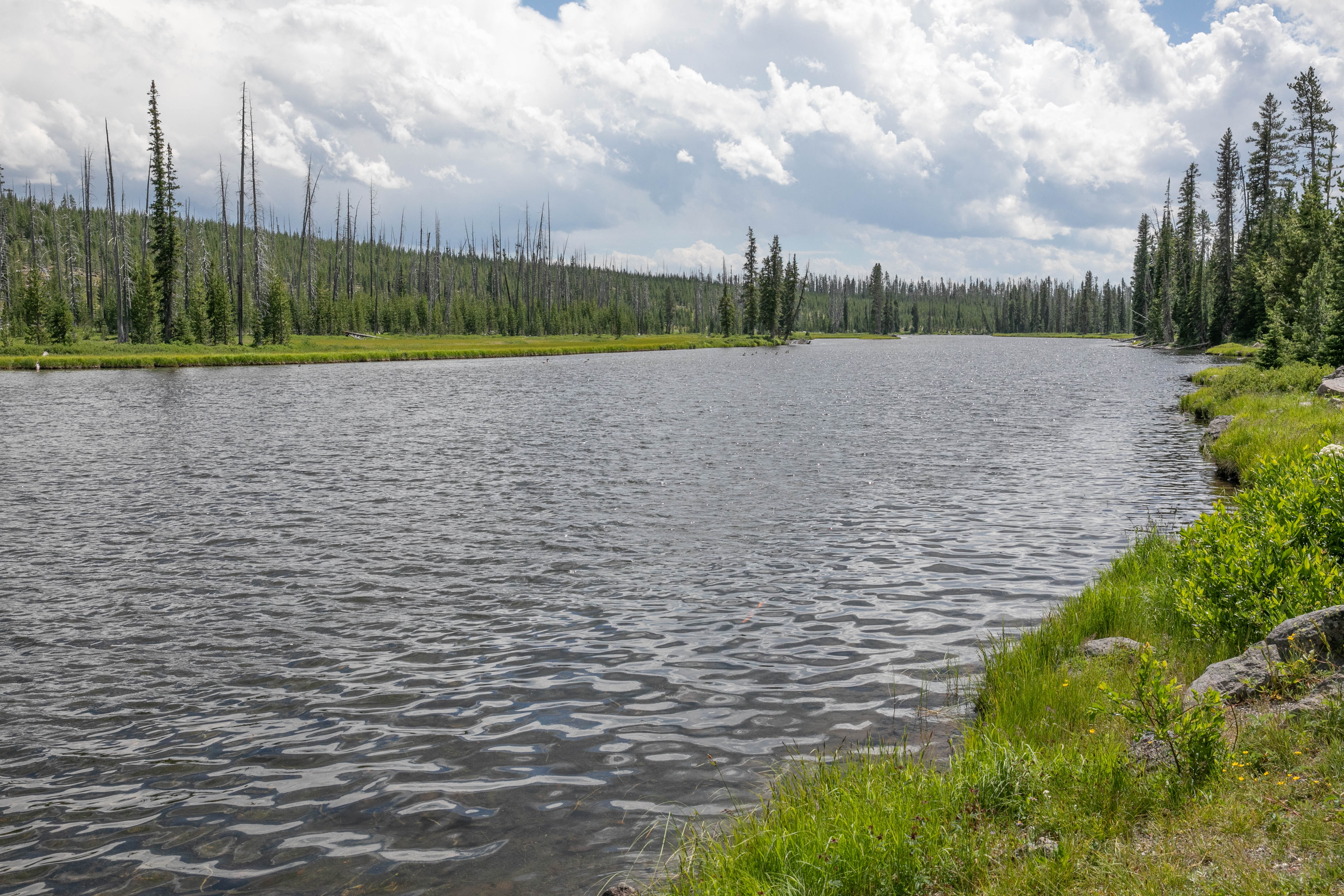
Lewis River
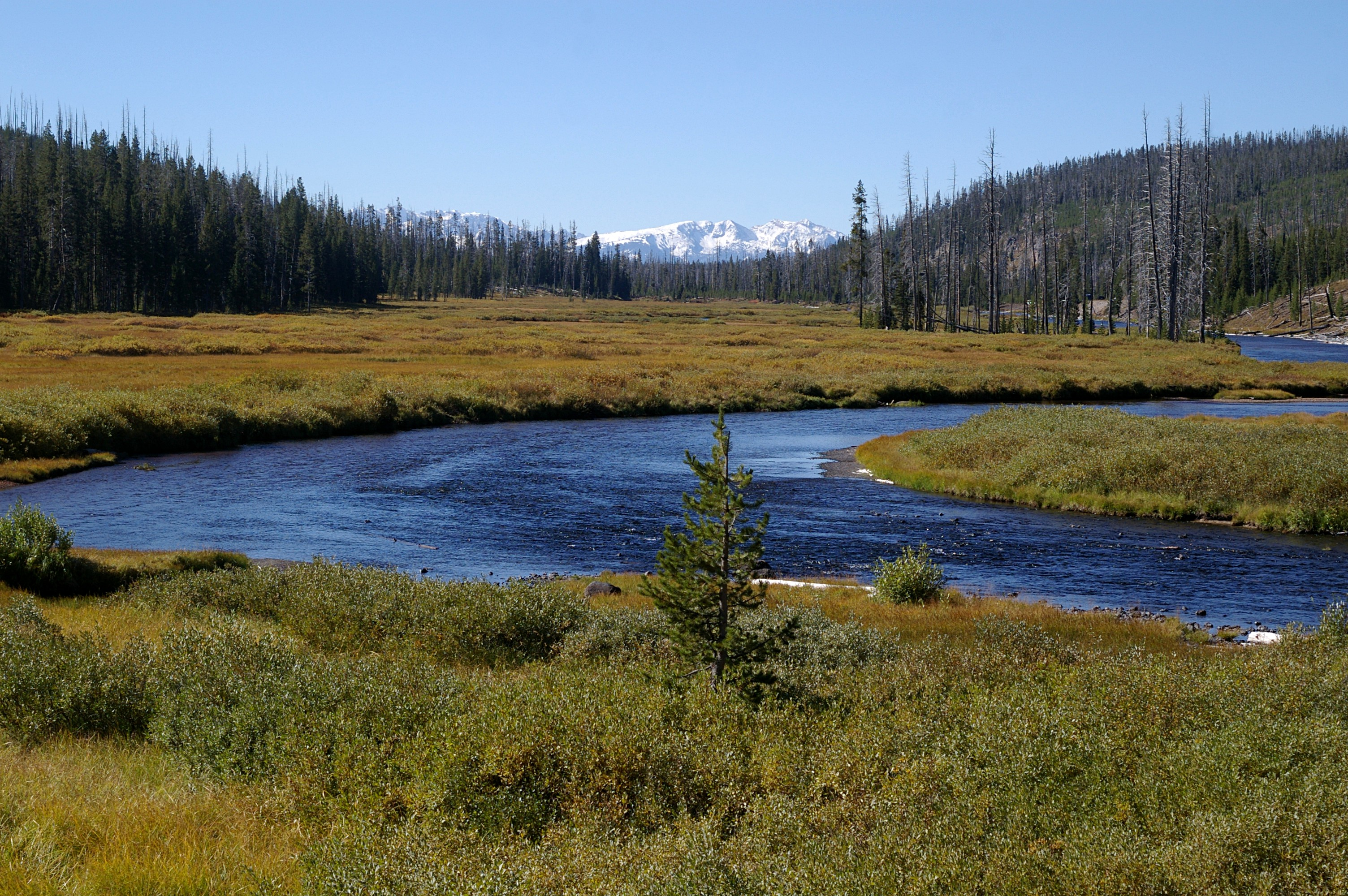
Lewis River unterhalb der Lewis Falls
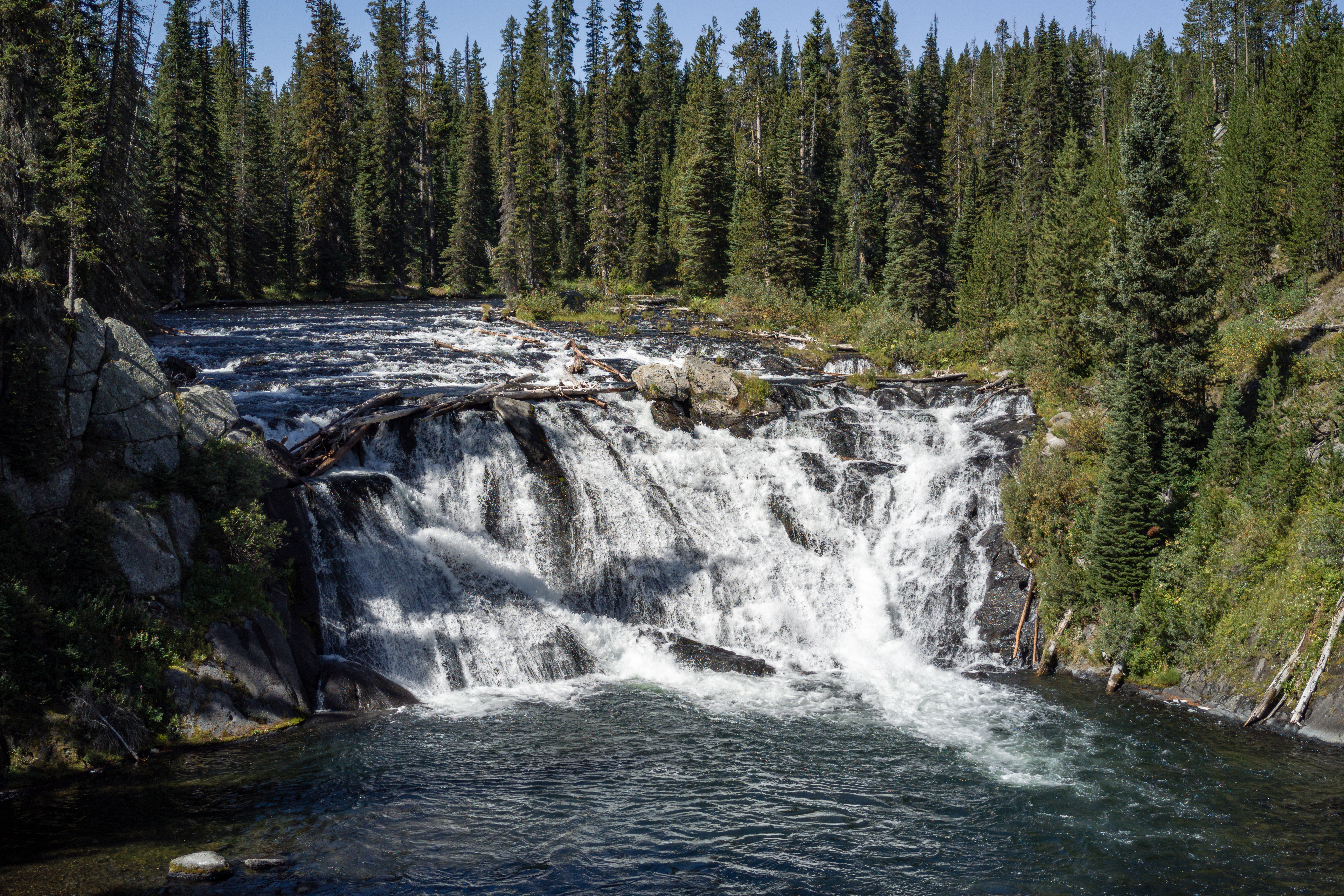
Lewis Falls
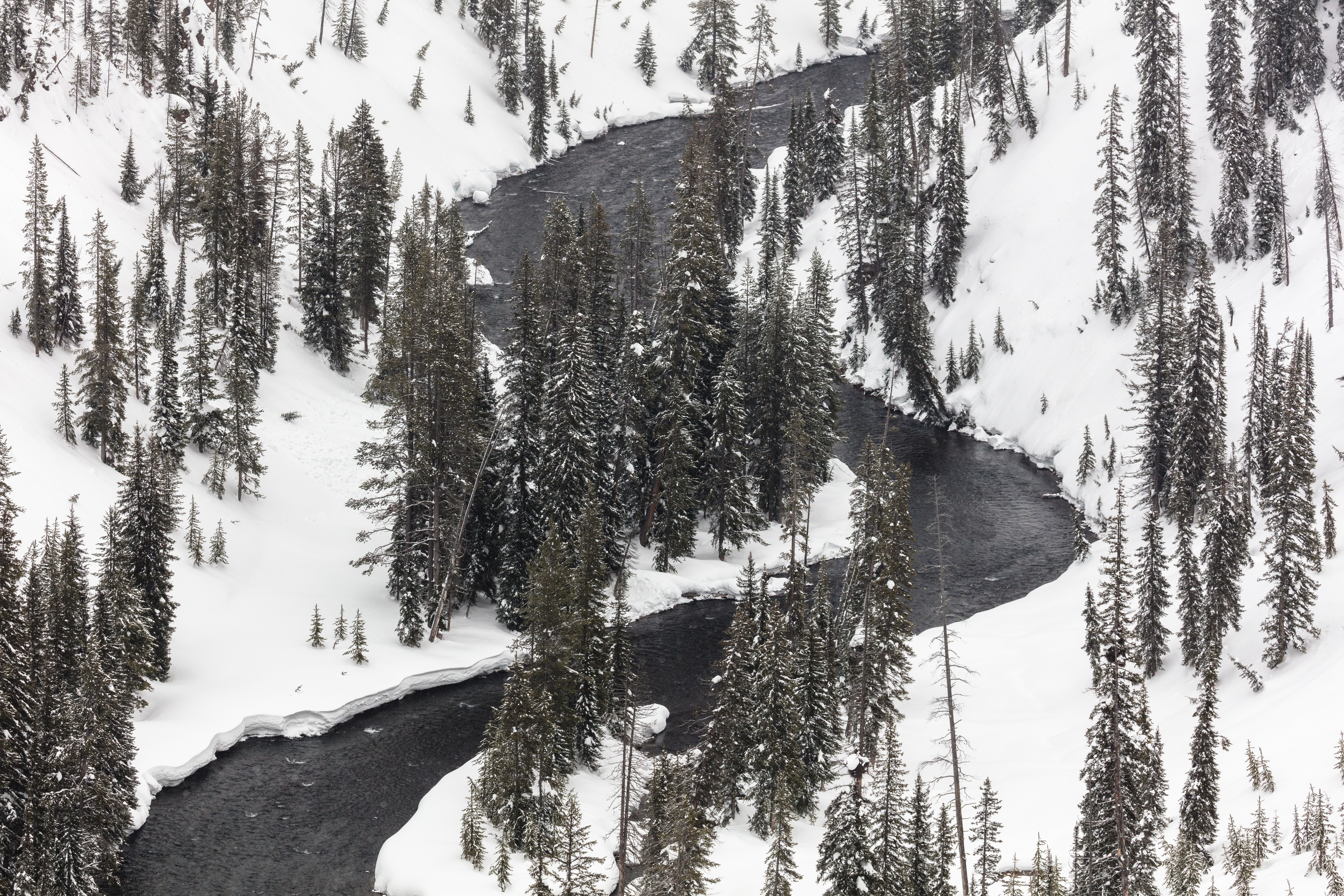
Lewis River im Lewis Canyon

## Hydrologie
Der Lewis River ist als Nebenfluss des Snake River Teil des Einzugsgebietes des Columbia River, der in den Pazifischen Ozean entwässert. Das Einzugsgebiet des Lewis River umfasst ein Areal von etwa 443 km² und grenzt an die Einzugsgebiete von Yellowstone River im Nordosten, Heart River im Osten, Polecat Creek im Süden, Fall River, Mountain Ash Creek und Bechler River im Südwesten, Firehole River im Nordwesten sowie White Creek und Nez Perce Creek im Norden. Der Lewis River ist der erste größere Zufluss des Snake River sowie der größte Nebenfluss des Snake im Yellowstone-Nationalpark.

## Nutzung
Die Nutzung von Booten auf dem Lewis River ist nur im Abschnitt zwischen Shoshone Lake und Lewis Lake erlaubt. Im Fluss können Atlantische Forelle, Regenbogenforelle und Yellowstone-Cutthroat-Forelle geangelt werden. Zudem ist der Fluss bei Fliegenfischern beliebt.

## Galerie

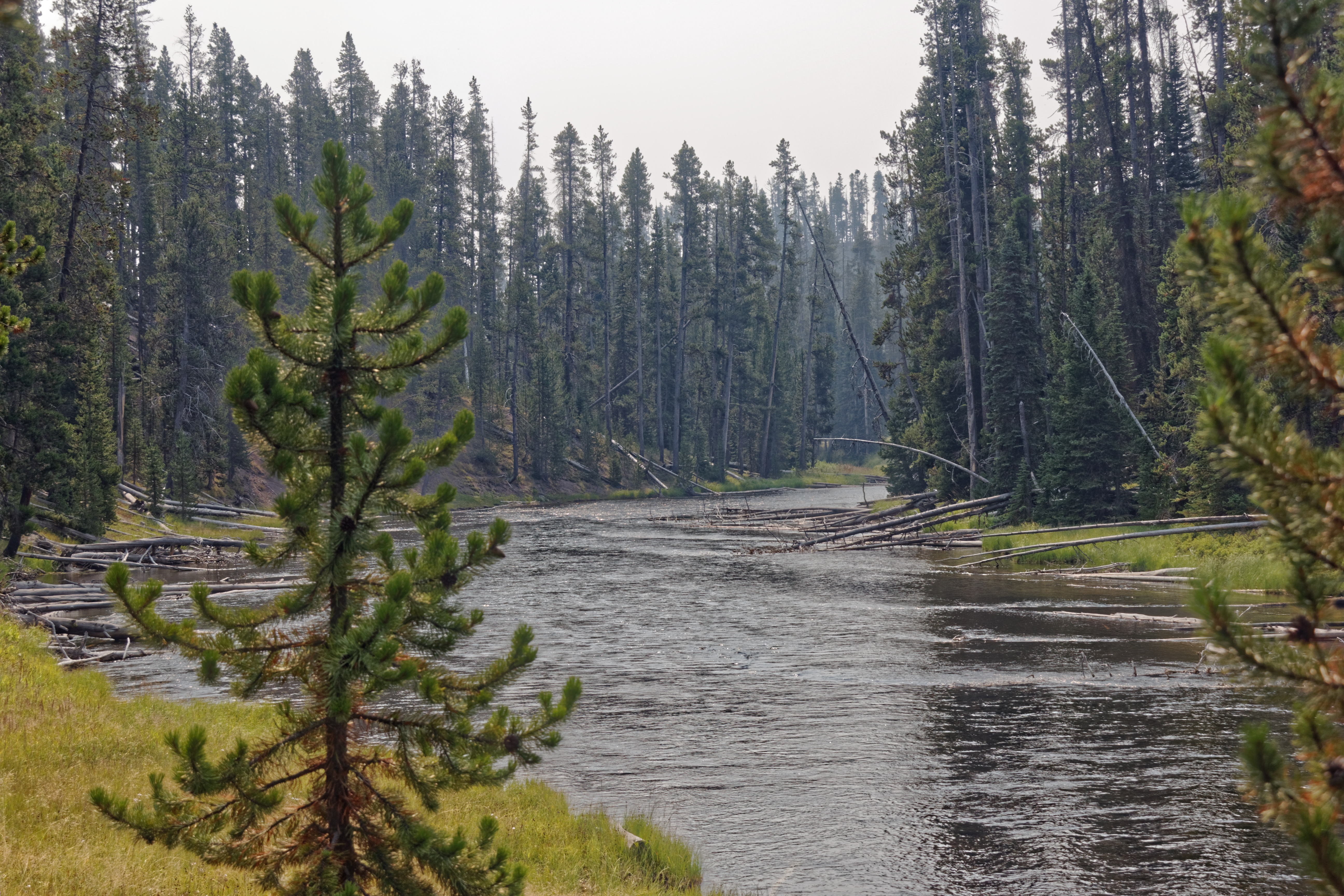
Oberlauf des Lewis River
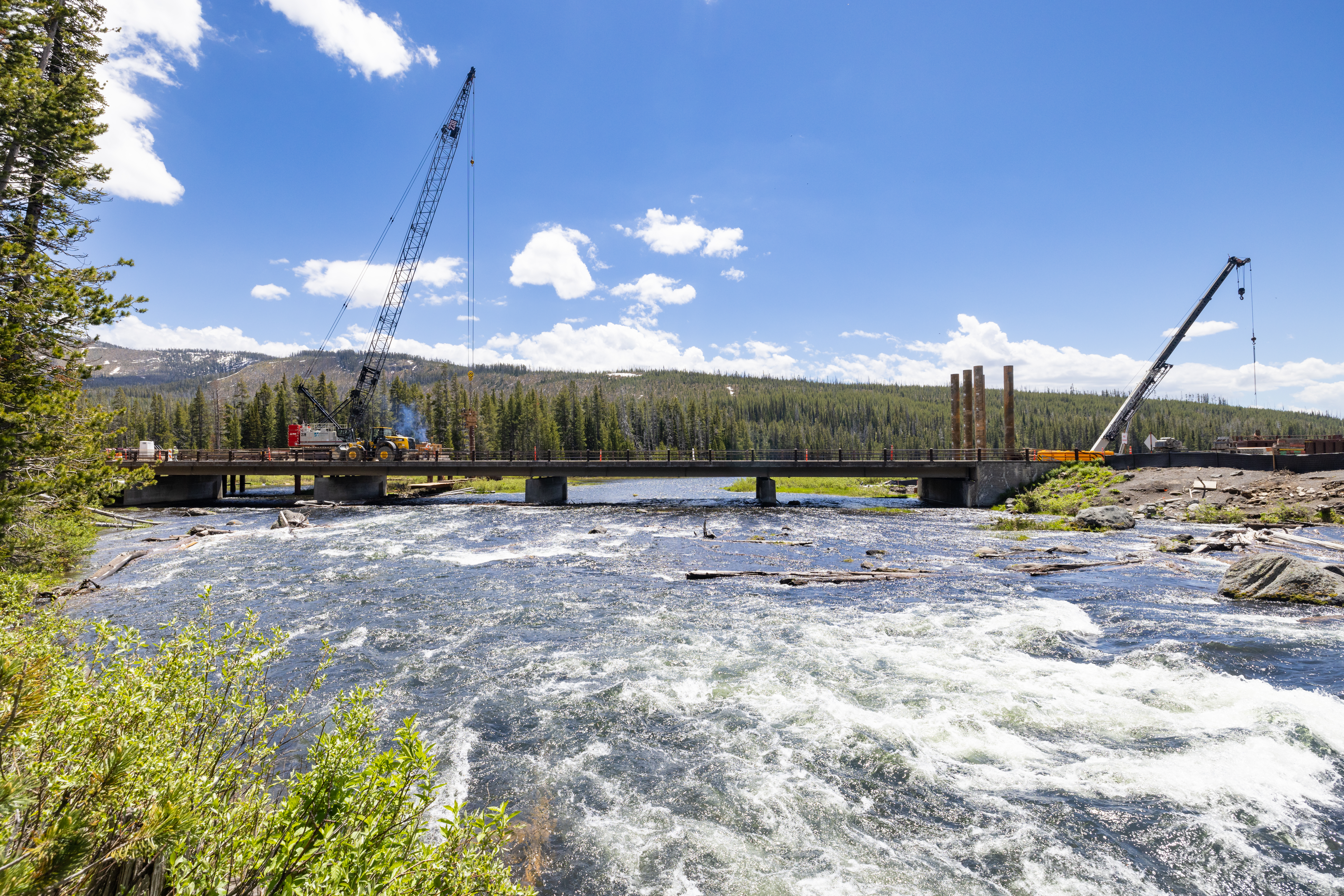
An der Lewis River Bridge
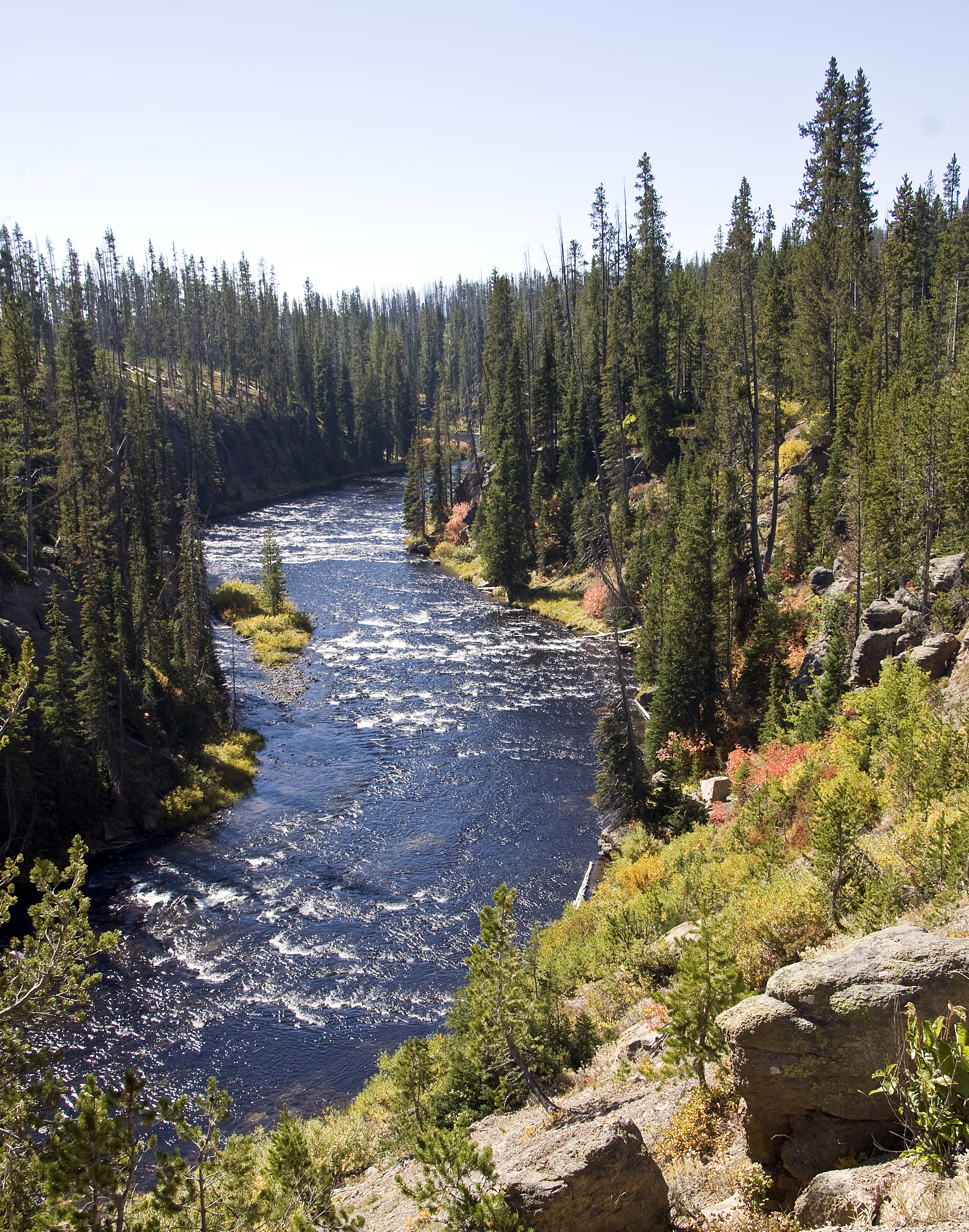
Lewis River, 2010
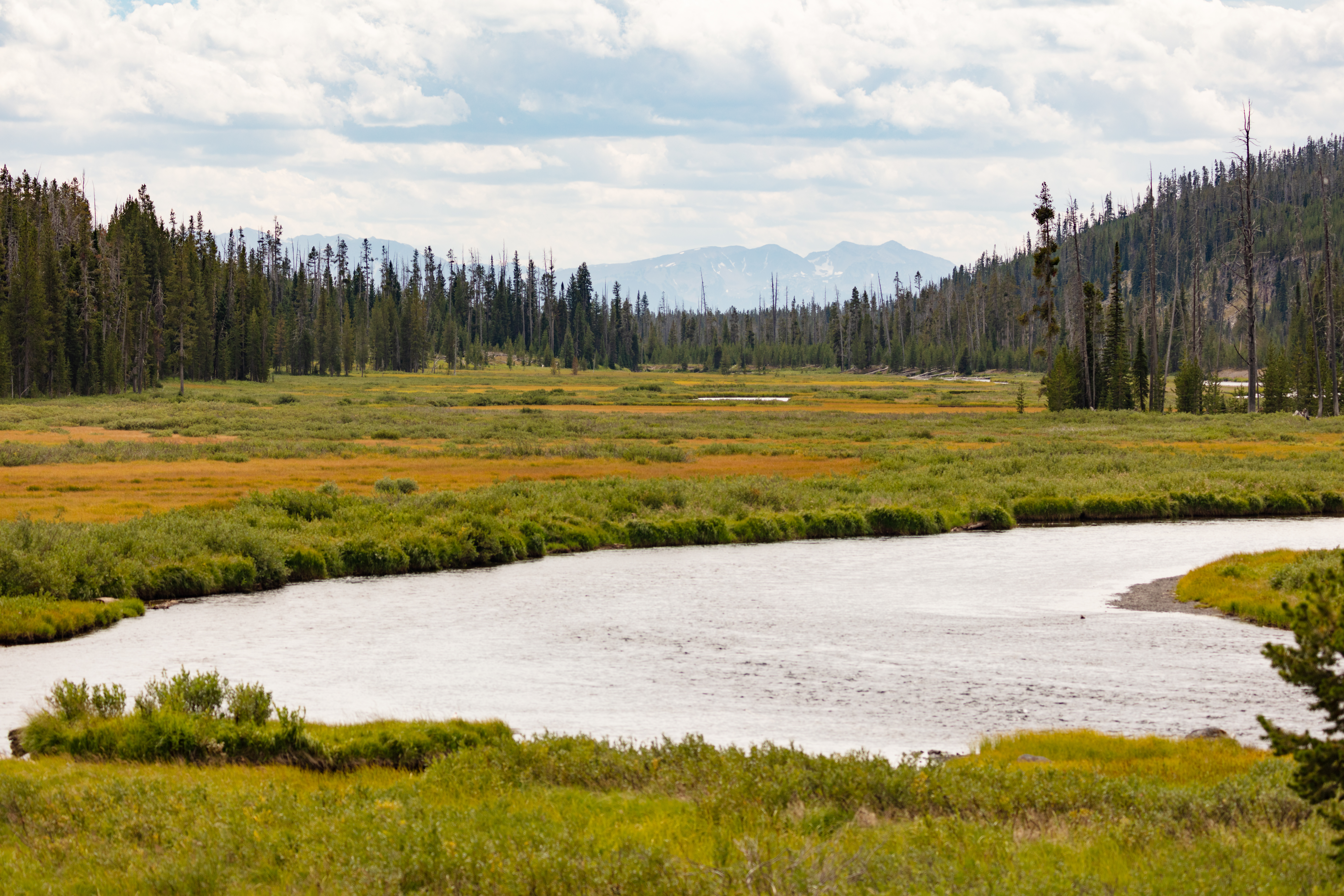
Lewis River südlich des Lewis Lake
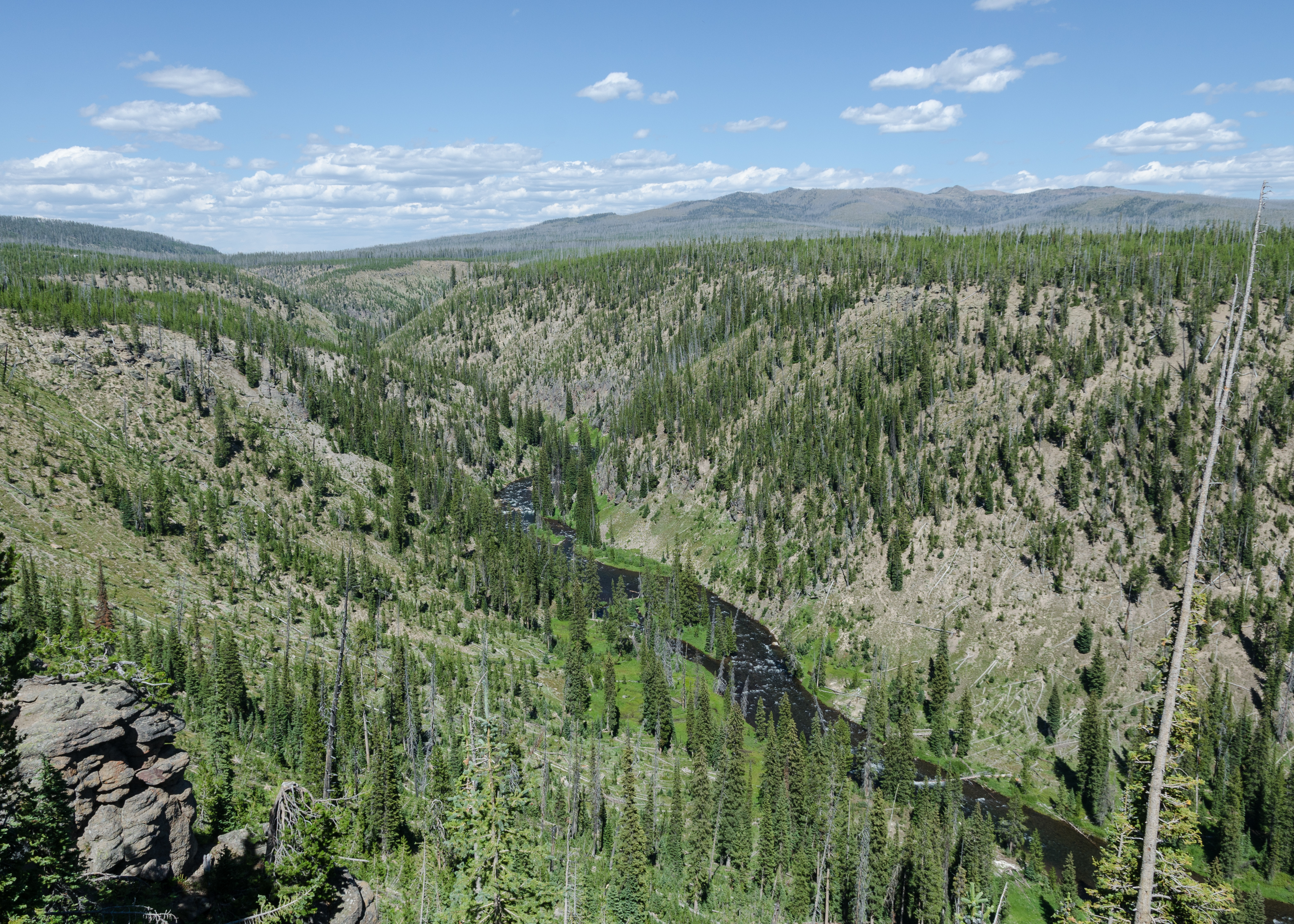
Lewis Canyon

## Belege
1. 1 2 3  
Lewis River (Snake River). In: Geographic Names Information System. United States Geological Survey, United States Department of the Interior (englisch).
2. ↑  Ken Sperry: DIY Guide to Fly Fishing Lewis River in Yellowstone National Park. 21. Juni 2024, abgerufen am 9. Juli 2025 (amerikanisches Englisch).